# Armelle Khellas
Armelle Khellas (en arabe : أرميل خلاص), née le 25 juin 2001 à Vaulx-en-Velin, est une footballeuse internationale algérienne évoluant au poste de défenseure au Grenoble Foot 38.

## Biographie

### Carrière en club
Armelle Khellas commence le football à l'âge de six ans au FC Vaulx-en-Velin. Elle rejoint ensuite l’académie de l’Olympique lyonnais, où elle y fait toutes ses classes. En juin 2020, après dix années passées au club, elle s'engage à l'ASPTT Albi, en D2,.
Après deux saisons passées avec Albi, elle change d'horizon en août 2021 pour l'Italie en signant à la SS Lazio qui évolue en Serie B.

### Carrière en sélection
En janvier 2020, elle est sélectionnée avec les U20, par le sélectionneur Ahmed Laribi pour participer à une double confrontation face au Soudan du Sud, dans le cadre du 1er tour qualificatif des éliminatoires de la Coupe du monde féminine U20 de 2020,. Elle est titulaire lors des deux rencontres qui se solde par une victoire 0-5 au match aller à Kampala en Ouganda, et 4-0 lors du match retour au stade du 20 août 1955 à Alger. Les algériennes se qualifie au 2e tour.
En septembre 2021, elle est convoquée pour la première fois en équipe d'Algérie par la sélectionneuse nationale Radia Fertoul pour participer à un stage de préparation pour les éliminatoires de la CAN 2022,. En octobre 2021, elle fait partie de la liste des convoquée pour participer à la double confrontation face au Soudan, dans le cadre des éliminatoires de la CAN 2022, mais n'entre pas en jeu. Le match retour prévu le 26 octobre est finalement annulé à la suite du coup d'État au Soudan,. Armelle Khellas et les joueuses de la sélection algérienne, sont restées bloquées près d'une semaine à Khartoum au Soudan, avant de rejoindre leurs clubs respectifs. En novembre 2021, elle est de nouveau convoquée pour deux rencontres amical contre la Tunisie. Le 25 novembre 2021, elle honore sa première sélection en tant que titulaire contre la Tunisie. Le match se solde par une victoire 1-0 des algériennes.

## Statistiques

### Statistiques détaillées
| Saison                | Club                  | Championnat           | Championnat | Championnat | Coupe(s) nationale(s) | Coupe(s) nationale(s) | Algérie | Algérie | Total | Total |
| Saison                | Club                  | Division              | M.          | B.          | M.                    | B.                    | M.      | B.      | M.    | B.    |
| 2020-2021             | Albi-Marssac          | Division 2            | 2           | 0           | -                     | -                     | -       | -       | 2     | 0     |
| 2021-2022             | Albi-Marssac          | Division 2            | 14          | 0           | 3                     | 0                     | 2       | 0       | 19    | 0     |
| Sous-total            | Sous-total            | Sous-total            | 16          | 0           | 3                     | 0                     | 2       | 0       | 21    | 0     |
| 2022-2023             | SS Lazio              | Serie B               | 10          | 0           | 1                     | 0                     | -       | -       | 11    | 0     |
| Sous-total            | Sous-total            | Sous-total            | 10          | 0           | 1                     | 0                     | -       | -       | 11    | 0     |
| 2023-2024             | Grenoble              | Division 3            | 10          | 0           | 1                     | 0                     | 2       | 0       | 13    | 0     |
| Total sur la carrière | Total sur la carrière | Total sur la carrière | 36          | 0           | 5                     | 0                     | 4       | 0       | 45    | 0     |

### En sélection

#### Matchs internationaux
Le tableau suivant liste les rencontres de l'équipe d'Algérie dans lesquelles Armelle Khellas a été sélectionnée depuis le 25 novembre 2021 jusqu'à présent.